# Porenut
Porenut var en gud inom slavisk mytologi. Han dyrkades av ranistammen på Rügen. 
Han omnämns i endast två samtida källor, Gesta Danorum och Knýtlinga saga. 
Ett tempel tillägnat honom stod i borgen på Charenza, och hans skulptur finns beskriven. 